# تداخل‌سنجی رادار دهانه ترکیبی
تداخل‌سنجی رادار دهانه ترکیبی (به انگلیسی: Interferometric synthetic aperture radar) که تداخل سنجی رادار روزنه مصنوعی و به اختصار InSAR یا IfSAR نیز نامیده می‌شود، یک روش راداری در علوم ژئودزی و سنجش از دور می‌باشد که با استفاده از تداخل‌سنجی فاز امواج ارسال و دریافت به سطوح، امکان ایجاد مدل سه‌بعدی سطح را فراهم می‌آورد.